# Cryptocarya lancilimba
Cryptocarya lancilimba är en lagerväxtart som beskrevs av André Joseph Guillaume Henri Kostermans. Cryptocarya lancilimba ingår i släktet Cryptocarya och familjen lagerväxter. Inga underarter finns listade i Catalogue of Life.